# San Diego Wave Fútbol Club
El San Diego Wave Fútbol Club es un club de fútbol femenino estadounidense con sede en San Diego, en el estado de California. Fue fundado en 2021 y en 2022 comenzó a jugar en la National Women's Soccer League, máxima categoría de los Estados Unidos. Hace de local en el Snapdragon Stadium con una capacidad para 35.000 espectadores.

## Historia
En enero de 2021, Lisa Baird, la presidenta de la National Women's Soccer League, anunció que un nuevo equipo con base en  Sacramento y dirigido por Ronald Burkle se uniría a la liga en 2022. Jill Ellis fue anunciada como presidenta y Casey Stoney como entrenadora.

## Estadio
El equipo jugó la primera temporada en el Estadio Torero, inaugurado en 1961, con una capacidad de 6.000 personas. El equipo se trasladó al Snapdragon Stadium para los dos últimos partidos de la temporada 2022 y desde entonces juega como local en este estadio.

## Temporadas
| Temporada | Fase regular | Fase regular | Fase regular | Fase regular | Fase regular | Fase regular | Fase regular | Fase regular | Eliminatorias | Challenge Cup        |
| Temporada | PJ           | G            | E            | P            | GF           | GC           | Pts          | Pos          | Eliminatorias | Challenge Cup        |
| --------- | ------------ | ------------ | ------------ | ------------ | ------------ | ------------ | ------------ | ------------ | ------------- | -------------------- |
| 2022      | 22           | 10           | 6            | 6            | 32           | 21           | 36           | 3.°          | Semifinales   | 3.° (fase de grupos) |
| 2023      | 22           | 11           | 4            | 7            | 31           | 22           | 37           | 1º           | Semifinales   | 4.° (fase de grupos) |
| 2024      | 16           | 3            | 6            | 7            | 12           | 17           | 15           |              |               | Campeón              |

## Jugadoras

### Historial de entrenadores
Actualizado el 23 de agosto de 2024

Incluye partidos de la temporada regular, de la fase de eliminatorias y de la Challenge Cup
| Nombre         | Nacionalidad   | Desde                | Hasta                | PJ  | PG | PE | PP | GF | GC | DG  |
| -------------- | -------------- | -------------------- | -------------------- | --- | -- | -- | -- | -- | -- | --- |
| Casey Stoney   | Inglaterra     | 14 de julio de 2021  | 24 de julio de 2024  | 124 | 65 | 31 | 28 | 94 | 82 | +12 |
| Paul Buckle    | Inglaterra     | 24 de julio de 2024  | 16 de agosto de 2024 | 2   | 0  | 0  | 2  | 0  | 4  | -4  |
| Landon Donovan | Estados Unidos | 16 de agosto de 2024 | Presente             | 0   | 0  | 0  | 0  | 0  | 0  | +0  |

## Palmarés
- NWSL Shield: 2023
- NWSL Challenge Cup: 2023